# GeoUnion Alfred-Wegener-Stiftung
La GeoUnion Alfred-Wegener-Stiftung (en français : Fondation GeoUnion Alfred-Wegener), est une fondation de droit civil à but non lucratif.
Elle forme aussi l'association des associations géoscientifiques et des instituts de recherche en Allemagne. Son siège est à Potsdam à l'Institut des géosciences de l'université.
La fondation est actuellement (février 2015) soutenue par 36 organisations à vocation géoscientifique (appelées institutions de parrainage) ; elle représente plus de 50 000 membres.

## Histoire
En 1980, la « Fondation Alfred Wegener pour la promotion des géosciences (AWS) » est fondée à la suite de la fusion de douze sociétés géoscientifiques. En 2004, le nom change pour celui actuel. La fondation doit son nom au scientifique allemand Alfred Wegener (1880-1930), dont l'hypothèse sur la dérive des continents a jeté les bases de la vision géoscientifique actuelle d'une Terre dynamique.

## Missions
La fondation poursuit des intérêts caritatifs. Son objectif est de promouvoir la science, la recherche et l'enseignement dans le domaine des géosciences et de communiquer ses résultats au grand public, ainsi que de promouvoir la collaboration interdisciplinaire entre plus d'une centaine de disciplines individuelles. Grâce à l'expertise disponible dans les organismes de soutien, GeoUnion se consacre principalement aux tâches liées à l'utilisation des ressources naturelles et à la protection de l'environnement. La GeoUnion est financée par les revenus du patrimoine de la fondation, grâce aux dons de l'Association pour la Promotion de GeoUnion e. V. et des dons des membres et des tiers.

## Récompenses décernées par la fondation
La Fondation est chargée de décerner le titre de National GeoPark.
Elle décerne aussi les prix suivants : 
- Prix Karl-Heinrich-Heitfeld
- Prix Georgi
- Alfred-Wegener-Medaille (de) en argent

## Associations membres
- Deutsche Bodenkundliche Gesellschaft (de) (DBG)
- Deutsche Geodätische Kommission (de) (DGK)
- Deutsche Geophysikalische Gesellschaft (de) (DGG)
- Deutsche Gesellschaft für Geographie (de) (DGfG)
- Deutsche Gesellschaft für Geowissenschaften (de) (DGG)
- Deutsche Gesellschaft für Kartographie (de) (DGfK)
- Deutsche Gesellschaft für Photogrammetrie und Fernerkundung (de) (DGPF)
- Deutsche Gesellschaft für Polarforschung (de) (DGP)
- Deutsche Hydrographische Gesellschaft (DHyG)
- Deutsche Hydrologische Gesellschaft (DHG)
- Deutsche Meteorologische Gesellschaft (DMG)
- Deutsche Mineralogische Gesellschaft (de) (DMG)
- Deutsche Quartärvereinigung (de) (DEUQUA)
- Deutsche Vulkanologische Gesellschaft (de) (DVG)
- Deutscher Verband für Angewandte Geographie (DVAG)
- Deutscher Verein für Vermessungswesen (de) (DVW)
- Fachsektion Hydrogeologie in der Deutschen Gesellschaft für Geowissenschaften
- Forschungskollegium Physik des Erdkörpers (FKPE)
- Geographische Gesellschaften in Deutschland
- Geologische Vereinigung (de) (GV)
- Gesellschaft für Bergbau, Metallurgie, Rohstoff- und Umwelttechnik e. V. (GDMB)
- Gesellschaft für Erdkunde zu Berlin (GfE)
- Bundesverband Geothermie (GtV)
- Hochschulverband für Geographie und ihre Didaktik (HGD)
- Paläontologische Gesellschaft (de)
- Verband der Geographen an Deutschen Hochschulen (VGDH)
- Verband Deutscher Schulgeographen (de) (VDSG)
- Vereinigung der Freunde der Mineralogie und Geologie (de) (VFMG)
- Helmholtz-Zentrum Potsdam – Deutsches GeoForschungsZentrum (GFZ)
- Alfred-Wegener-Institut (AWI)
- Bundesanstalt für Geowissenschaften und Rohstoffe (de) (BGR)
- Leibniz-Institut für Meereswissenschaften IFM-GEOMAR
- Senckenbergische Naturforschende Gesellschaft
- Leibniz-Institut für Angewandte Geophysik (de)
- Musée d'histoire naturelle de Berlin
- Musée national d'histoire naturelle de Stuttgart